# Spurius Maecius Tarpa
Spurius Maecius Tarpa (Kr. e. 1. század) római esztéta, kritikus
Augustus idejében élt, esztéta és kritikus  volt. Pompeius megbízta, hogy szinháza megnyitásához az előadandó darabokat megválassza (Kr. e. 55-ben). Ciceróval is élénk levelezést folytatott, tekintélyét az is bizonyítja, hogy neve Horatius több episztolájában (2., 3.), illetve szatírájában (1., 10.) előfordul. Cicero említi néhány saját munkáját is, amelyek azonban nem maradtak fenn.